# Mallophora circumflava
Mallophora circumflava là một loài ruồi trong họ Asilidae. Mallophora circumflava được Artigas & Angulo miêu tả năm 1980. Loài này phân bố ở vùng Tân nhiệt đới.